# Minke Smabers

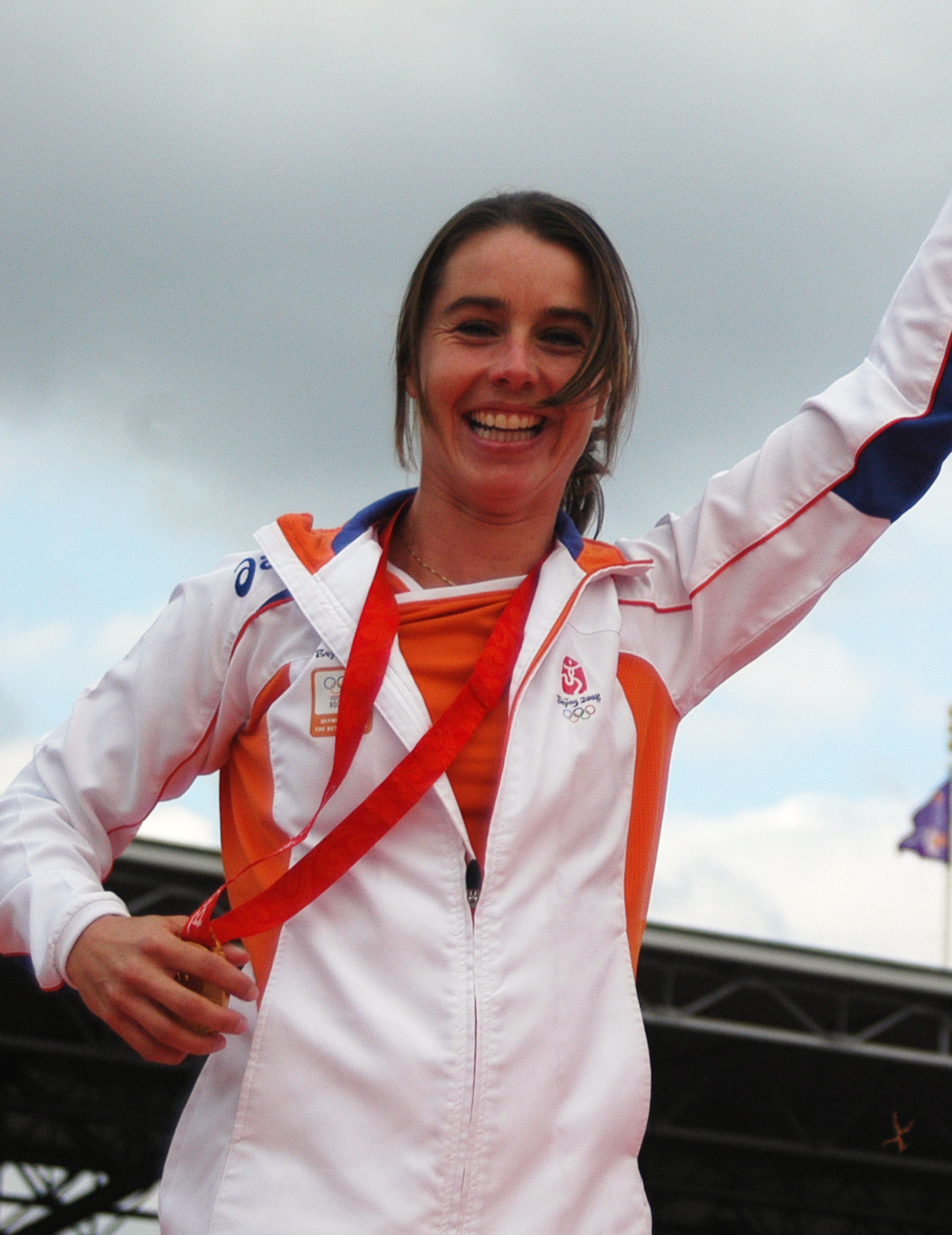
Minke Smabers (2008)

Minke Smabers, nach Heirat Minke Smeets, (* 22. März 1979 in Den Haag) ist eine ehemalige niederländische Hockeyspielerin. Sie gewann mit der niederländischen Nationalmannschaft je eine olympische Gold-, Silber- und Bronzemedaille. Sie war Weltmeisterin 2006 und viermal Europameisterin.

## Sportliche Karriere
Minke Smabers debütierte 1997 in der Nationalmannschaft. 1998 fand die Weltmeisterschaft in Utrecht statt. Die Niederländerinnen belegten in der Vorrunde dank des besseren Torverhältnisses den ersten Platz vor den Argentinierinnen. Nach einem 6:1-Halbfinalsieg über die deutsche Mannschaft trafen die Niederländerinnen im Finale auf die australische Mannschaft. Die Australierinnen gewannen mit 3:2. Im Jahr darauf war Köln Austragungsort der Europameisterschaft 1999. Die Niederländerinnen gewannen ihre Vorrundengruppe und bezwangen im Halbfinale das englische Team nach Verlängerung. Im Finale siegten die Niederländerinnen mit 2:1 gegen die Deutschen. Bei den Olympischen Spielen 2000 in Sydney belegten die Niederlande in der Vorrunde den dritten Platz und erreichten damit die Hauptrunde. Mit einem Sieg und zwei Niederlagen platzierten sich die Niederländerinnen in der Hauptrunde auf dem vierten Platz und spielten gegen die spanische Mannschaft um Bronze. Dieses Spiel gewannen sie mit 2:0.
2002 bei der Weltmeisterschaft in Perth gewannen die Niederländerinnen die Vorrundengruppe vor den Australierinnen. Im Halbfinale siegten sie mit 1:0 gegen die Chinesinnen. Das Finale gewann die argentinische Mannschaft im Siebenmeterschießen. Die Europameisterschaft 2003 in Madrid war die sechste Europameisterschaft für Damen, die Niederländerinnen gewannen den fünften Titel. Nach einem 5:1-Halbfinalsieg über die deutsche Mannschaft bezwangen sie die Spanierinnen im Finale mit 5:0. Bei den Olympischen Spielen 2004 in Athen gewannen die Niederländerinnen ihre Vorrundengruppe, wobei sie die zweitplatzierten Deutschen mit 4:1 besiegten. Im Halbfinale bezwangen die Niederländerinnen die argentinischen Weltmeisterinnen nach Siebenmeterschießen. Im Finale trafen die Niederländerinnen wieder auf die deutsche Mannschaft und unterlagen 1:2.
Bei der Europameisterschaft 2005 in Dublin gewannen die Niederländerinnen ihre Vorrundengruppe und bezwangen die englische Mannschaft im Halbfinale mit 2:0. Im Finale siegten die Niederländerinnen gegen Deutschland mit 2:1. Im Jahr darauf bei der Weltmeisterschaft in Madrid gewannen sie ihre Vorrundengruppe vor den Spanierinnen. Im Halbfinale siegten sie gegen die Argentinierinnen mit 3:1, mit dem gleichen Ergebnis gewannen sie den Titel gegen die Australierinnen. Bei der Europameisterschaft 2007 in Manchester bezwangen die Niederländerinnen im Halbfinale die spanische Mannschaft mit 3:0. Im Finale unterlagen sie der deutschen Mannschaft mit 0:2. Im Jahr darauf bei den Olympischen Spielen 2008 in Peking gewannen die Niederländerinnen ihre Vorrundengruppe vor den Chinesinnen. Nach einem 5:2-Halbfinalsieg gegen Argentinien trafen die Niederländerinnen im Finale erneut auf die Chinesinnen und gewannen mit 2:0.
2009 heiratete Minke Smabers den Baseballspieler und Olympiateilnehmer 2008 Tjerk Smeets. Minke Smeets gewann ihren vierten Europameistertitel bei der Europameisterschaft 2009 in Amstelveen. Im Finale besiegten die Niederländerinnen die Deutschen mit 3:2. Ihr letztes großes Turnier bestritt Smeets bei der Weltmeisterschaft 2010 in Rosario. In der Vorrundengruppe gewannen die Niederländerinnen vor den Deutschen. Nach einem Halbfinalsieg durch Penaltyschießen gegen die Engländerinnen traf die niederländische Mannschaft im Finale auf die argentinischen Gastgeberinnen und unterlag mit 1:3.
Minke Smabers überholte Mijntje Donners als niederländische Rekordnationalspielerin. Insgesamt trat die Mittelfeldspielerin in 312 Länderspielen für die Nationalmannschaft an.
Minke Smabers spielte wie auch ihre Schwester Hanneke Smabers für den Larensche Mixed Hockey Club.